# Povodeň v Nizozemsku 1953

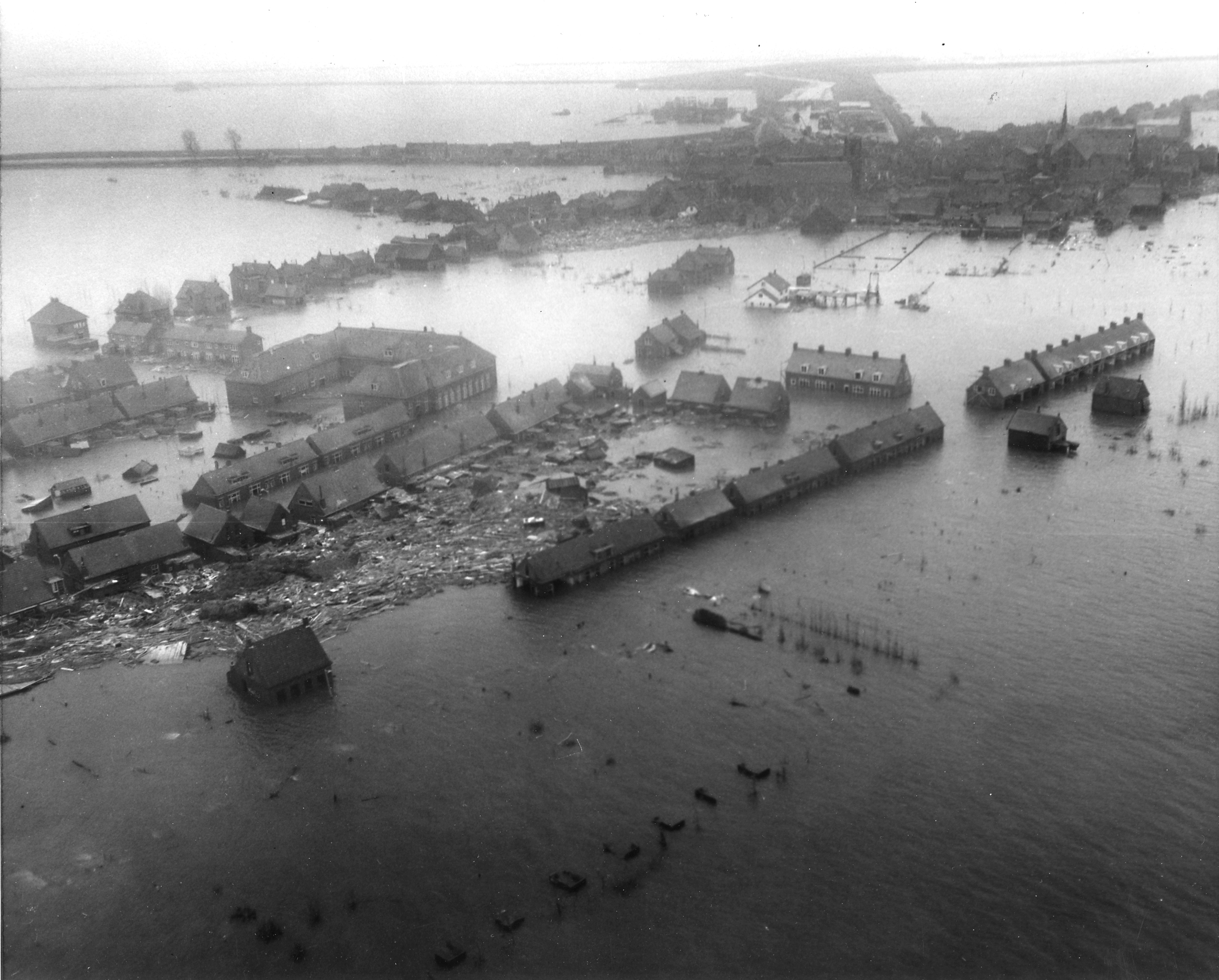
Povodeň v Zeelandu

Povodeň v Nizozemsku 1953 byla rozsáhlá povodeň způsobená silnou bouří, která proběhla v noci ze soboty na neděli 31. ledna – 1. února 1953. Bouře zasáhla území Skotska, Anglie, Nizozemska a Belgie.
Kombinace vysokého přílivu, poklesu tlaku a větru o síle orkánu způsobila nad Severním mořem vysoké vzedmutí mořské hladiny až o 5,6 metru. Moře překonalo ochranné hráze a způsobilo rozsáhlé záplavy. V Nizozemsku, kde se 20 % země nachází pod úrovní hladiny moře a 50 % nepřesahuje nadmořskou výšku 1 metr, způsobilo protržení hrází rozsáhlé záplavy, v nichž přišlo o život 1 836 lidí a bylo zničeno mnoho majetku. Nejvíce postiženou oblastí byla nizozemská provincie Zeeland. V Anglii bylo zabito 307 lidí, 19 ve Skotsku a 28 v belgických Západních Flandrech. Vysoké ztráty na životech byly způsobeny tím, že povodeň udeřila v noci, když lidé spali.
Další oběti si bouře vyžádala na pobřeží Severní Evropy stejně jako v Severním moři. V Severním průlivu západně od Belfastu se v bouři potopil trajekt MV Princess Victoria a stejný osud potkal mnoho rybářských lodí.
V reakci na tuto katastrofu rozhodly vlády Nizozemska a Spojeného království o posílení ochranných hrází a dalších prvků. Nizozemsko rozvinulo systém protipovodňových hrází Deltawerken. Spojené království vybudovalo protipovodňové bariéry na řekách Temži a Hull.